# Вандалія (Іллінойс)
Вандалія (англ. Vandalia) — місто (англ. city) в США, в окрузі Фаєтт штату Іллінойс. Населення — 7458 осіб (2020).

## Географія
Вандалія розташована за координатами 38°58′28″ пн. ш. 89°6′39″ зх. д. / 38.97444° пн. ш. 89.11083° зх. д. (38.974564, -89.110695).  За даними Бюро перепису населення США в 2010 році місто мало площу 21,02 км², з яких 20,98 км² — суходіл та 0,04 км² — водойми.

## Демографія
Згідно з переписом 2010 року, у місті мешкали 7042 особи в 2359 домогосподарствах у складі 1353 родин. Густота населення становила 335 осіб/км².  Було 2667 помешкань (127/км²).
Расовий склад населення:
| - 83,5 % — білих - 13,5 % — чорних або афроамериканців - 0,3 % — азіатів - 0,2 % — корінних американців - 1,1 % — осіб інших рас |

До двох чи більше рас належало 1,3 %. Частка іспаномовних становила 2,9 % від усіх жителів.
За віковим діапазоном населення розподілялося таким чином: 18,1 % — особи молодші 18 років, 66,4 % — особи у віці 18—64 років, 15,5 % — особи у віці 65 років та старші. Медіана віку мешканця становила 37,2 року. На 100 осіб жіночої статі у місті припадало 139,3 чоловіків;  на 100 жінок у віці від 18 років та старших — 149,4 чоловіків також старших 18 років.
Середній дохід на одне домашнє господарство  становив 56 819 доларів США (медіана — 42 194), а середній дохід на одну сім'ю — 63 977 доларів (медіана — 51 250). Медіана доходів становила 48 393 долари для чоловіків та 30 248 доларів для жінок. За межею бідності перебувало 17,2 % осіб, у тому числі 27,6 % дітей у віці до 18 років та 3,7 % осіб у віці 65 років та старших.
Цивільне працевлаштоване населення становило 2347 осіб. Основні галузі зайнятості: освіта, охорона здоров'я та соціальна допомога — 29,0 %, виробництво — 16,0 %, роздрібна торгівля — 13,3 %.